# 臺灣河流列表
台灣本島的分水嶺（中央山脈與雪山山脈）主要偏東，故河川東短西長。又因南部的冬夏季雨量較為不平均，故南部在冬季時經常因降雨量過少造成枯水期，常形成「野溪」，不適合航行。一般而言，台灣的河川具有下列特徵：河身短、坡度大、水流急，最長的濁水溪長僅186公里，而坡度則達四十六分之一。洪峰流量十分龐大，面積兩三千平方公里的集水區域，經常出現每秒一萬立方公尺以上的洪水量。河流含沙量大，如濁水溪因而得名。河階、谷中谷、嵌入曲流、隆起沖積扇等回春地形顯著。
目前台灣河川的主管單位為中華民國經濟部水利署，其列管河川分為中央管河川、跨省市河川及縣（市）管河川三級，包括中央管河川26水系、跨省市河川2水系（淡水河、磺溪）及縣（市）管河川92水系（其中2水系為其他水系支流），合計列管116獨立水系。而地圖上繪出河道且標示名稱但未列管，或是被歸屬至「排水」體系的河川，則略大於此數。至於地圖上未標示名稱或未繪出者，則難以計數。
以下依出海口位置逆時針順序列出全台灣各行政區獨立水系（含較長支流）及其出海口兩側行政區。

## 宜蘭縣
- 和平溪（大濁水溪）：花蓮縣秀林鄉、宜蘭縣南澳鄉
  - 和平北溪
    - 布蕭丸溪
    - 次考干溪
    - 拉巴灣溪
    - 莫很溪

  - 和平南溪
    - 闊闊庫溪
- 南澳溪：蘇澳鎮
  - 南澳南溪
    - 達美漢溪
    - 無名溪
    - 仲岳溪
    - 旋塘溪
    - 碧旦溪
    - 楠溪
    - 合流溪

  - 南澳北溪
    - 清水溪
    - 達茵荷對溪
- 梵梵溪
- 大灣溪：蘇澳鎮
- 東澳南溪：蘇澳鎮
- 東澳溪（東澳北溪）：蘇澳鎮
- 蘇澳溪：蘇澳鎮
- 新城溪：蘇澳鎮
- 有勝溪
- 蘭陽溪：五結鄉、壯圍鄉
  - 宜蘭河
  - 逸久溪: 大同鄉
    - 月桂溪: 大同鄉

  - 馬當溪: 大同鄉
  - 土場溪: 大同鄉
    - 天狗溪: 大同鄉
    - 白嶺溪: 大同鄉

  - 排谷溪
  - 瑪崙溪: 大同鄉
  - 東壘溪: 大同鄉
  - 一坑: 大同鄉
    - 二坑: 大同鄉
      - 三坑: 大同鄉
        - 四坑: 大同鄉

  - 埤南溪: 大同鄉
  - 留茂安溪: 大同鄉
  - 加納富溪: 大同鄉
  - 碧水溪: 大同鄉
  - 四季溪: 大同鄉
  - 保養溪: 大同鄉
  - 實谷富溪: 大同鄉
  - 茲那谷溪: 大同鄉
  - 美羅溪: 大同鄉
  - 美優溪: 大同鄉
  - 冬山河
    - 舊寮溪
    - 新寮溪

  - 清水溪: 大同鄉
    - 跌死人坑: 大同鄉
    - 赤鹿坑溪: 大同鄉
    - 大溪: 大同鄉

  - 羅東溪
    - 安農溪
      - 行健溪
      - 大坑溪

    - 打狗溪: 大同鄉
    - 出水溪
    - 番社坑溪: 大同鄉

  - 石頭溪: 大同鄉
  - 加蘭溪: 大同鄉
  - 米摩登溪: 大同鄉
  - 夫布爾溪: 大同鄉
  - 松羅溪: 大同鄉
  - 破礑溪: 大同鄉
  - 冷水坑: 大同鄉
    - 頂粗坑溪: 大同鄉
- 得子口溪（竹安溪）：頭城鎮
- 梗枋溪：頭城鎮
- 石壁溪：頭城鎮
- 大溪川：頭城鎮
- 蕃薯溪：頭城鎮
- 石門溪：頭城鎮

## 新北市（東段海岸線）
- 巷內坑溪：貢寮區
- 屠宰坑溪：貢寮區
- 坑內溪：貢寮區
- 雙溪：貢寮區
- 鹽寮溪：貢寮區
- 尖山腳溪（石碇溪）：貢寮區
- 南勢坑溪：貢寮區
- 北勢坑溪：貢寮區
- 半平溪：瑞芳區
- 茶壼溪：瑞芳區

## 基隆市
- 碧砂溪：中正區
- 田寮河（田寮港）：信義區、仁愛區
- 旭川河：仁愛區
- 牛稠河（牛稠港）：中山區

## 新北市（西段海岸線）
- 瑪鋉溪：萬里區
- 員潭溪：金山區（近萬里區）
- 磺溪：金山區
- 小坑溪：石門區
- 乾華溪：石門區
- 尖子鹿溪：石門區
- 石門溪（石門坑溪）：石門區
- 老梅溪：石門區
- 小坑子溪：石門區
- 楓林溪：石門區
- 崁子腳溪：石門區
- 八甲溪：石門區
- 下員坑溪：石門區
- 埔坪溪：三芝區
- 八蓮溪（八連溪）：三芝區
- 山豬堀下坑溪：三芝區
- 南勢坑溪：三芝區
- 海尾溪：三芝區
- 北勢溪：三芝區
- 後厝溪：三芝區
- 大屯溪：淡水區
- 灰磘子溪：淡水區
- 後洲溪：淡水區
- 興仁溪：淡水區
- 下圭柔山溪：淡水區
- 林子溪（公司田溪）：淡水區
- 淡水河：淡水區、八里區
  - 基隆河
    - 大坑溪
    - 外雙溪
      - 磺溪

  - 新店溪
    - 景美溪
    - 南勢溪
    - 北勢溪
      - 𩻸魚堀坑

  - 大漢溪（大嵙崁溪）
    - 三峽河
    - 大豹溪
    - 打鐵坑溪

  - 艋舺溪
  - 觀音坑溪
  - 龍形溪
  - 噶瑪蘭坑溪
  - 庄子內溪
- 水仙溪：八里區
- 後坑溪：林口區
- 瑞樹坑溪：林口區
- 寶斗溪：林口區
- 嘉寶溪：林口區
- 林口溪：林口區
- 出水坑溪：林口區

## 桃園市
- 南崁溪：蘆竹區、大園區
- 埔心溪：大園區
- 新街溪：大園區
- 老街溪：大園區
- 富林溪：觀音區
- 大堀溪：觀音區
- 觀音溪：觀音區
- 小飯壢溪：觀音區
- 新屋溪：觀音區、新屋區
- 後湖溪：新屋區
- 社子溪（社仔溪）：新屋區
- 大坡溪：新屋區
- 羊寮溪（福興溪）：新屋區、新竹縣新豐鄉

## 新竹縣
- 羊寮溪（福興溪）：桃園市新屋區、新竹縣新豐鄉
- 新豐溪：新豐鄉
- 鳳山溪：竹北市 
  - 霄裡溪：新埔鎮
  - 牛欄溪：關西鎮
- 頭前溪：竹北市、新竹市北區 
  - 豆子埔溪：竹北市
    - 犁頭山溪：竹北市

  - 油羅溪：芎林鄉、橫山鄉、尖石鄉
    - 粗坑溪：橫山鄉
    - 那羅溪：尖石鄉
      - 錦屏溪：尖石鄉

  - 上坪溪：竹東鎮、五峰鄉、橫山鄉

## 新竹市
- 頭前溪：新竹縣竹北市、新竹市北區
- 客雅溪：香山區
- 三姓公溪：香山區 
  - 北坑溪
- 汫水港溪：香山區
- 鹽港溪：香山區
  - 八股溝（粟子坑溪）
    - 苦子坑溪

## 苗栗縣
- 冷水坑溪：竹南鎮
- 中港溪：竹南鎮、後龍鎮 
  - 南港溪
  - 峨眉溪
- 後龍溪：後龍鎮 
  - 老田寮溪
- 西湖溪（打哪叭溪）：後龍鎮
- 過溝溪：後龍鎮、通霄鎮
- 內島溪：通霄鎮
- 通霄溪：通霄鎮 
  - 北勢窩溪
  - 內湖溪
  - 南勢溪
- 番仔寮溪：通霄鎮
- 苑裡溪（大埔溪）：通霄鎮、苑裡鎮
- 房裡溪：苑裡鎮

## 臺中市
- 四好橋構：大甲區
- 大安溪：大甲區、大安區
- 溫寮溪：大安區
- 龜殼溪：大安區
- 南庄溪：大安區
- 南埔溪：大安區
- 大甲溪：大安區、清水區 
  - 武陵溪
    - 七家灣溪
      - 桃山溪

  - 有勝溪
  - 志樂溪
  - 南湖溪
    - 合歡溪
- 清水大排水溝（米粉寮溪）：清水區
- 安良港大排（南勢溪）：清水區
- 烏溪（大肚溪）：龍井區、彰化縣伸港鄉
  - 貓羅溪
  - 大里溪
    - 大坑溪

  - 北港溪
    - 虎尾溪

  - 南港溪
    - 眉溪

## 彰化縣
- 烏溪（大肚溪）：台中市龍井區、彰化縣伸港鄉
- 番雅溝：線西鄉、鹿港鎮
- 洋仔厝溪（洋子溪）：鹿港鎮
- 員林大排：鹿港鎮、福興鄉
- 東螺溪（舊濁水溪）：福興鄉
- 漢寶溪：福興鄉、芳苑鄉
- 後港溪：芳苑鄉
- 二林溪：芳苑鄉
- 魚寮溪：大城鄉
- 濁水溪：大城鄉、雲林縣麥寮鄉

## 南投縣
- 合歡溪
- 濁水溪
  - 霧社溪
    - 塔羅灣溪
      - 馬赫坡溪

  - 清水溪
    - 加走寮溪

  - 水里溪
  - 清水溝溪
  - 陳有蘭溪
    - 筆石溪

  - 清水溪
  - 丹大溪
    - 郡大溪
      - 東巒大山西游
      - 巒大溪

  - 卡社溪
  - 萬大溪
    - 清水溪
    - 萬大北溪
    - 萬大南溪

  - 東埔蚋溪
    - 北勢溪
- 荖濃溪
- 烏溪
  - 北港溪

## 雲林縣
- 濁水溪：彰化縣大城鄉、麥寮鄉
  - 清水溪
    - 石鼓盤溪：古坑鄉
- 新虎尾溪：麥寮鄉、臺西鄉
- 舊虎尾溪：臺西鄉、四湖鄉
- 牛挑灣溪：口湖鄉
- 北港溪：口湖鄉、嘉義縣東石鄉
  - 大湖口溪
  - 三疊溪
  - 石牛溪
  - 石龜溪
  - 三疊溪
  - 華興溪

## 嘉義縣
- 北港溪：雲林縣口湖鄉、嘉義縣東石鄉
- 朴子溪：東石鄉
  - 牛稠溪
  - 清水溪：竹崎鄉、番路鄉
- 龍宮溪：布袋鎮
- 八掌溪：布袋鎮、臺南市北門區
  - 頭前溪
- 清水溪：阿里山鄉
  - 石鼓盤溪：阿里山鄉
    - 筆石溪:阿里山鄉
    - 咬人貓溪：阿里山鄉

  - 阿里山溪：阿里山鄉

## 臺南市
- 八掌溪：嘉義縣布袋鎮、臺南市北門區
  - 頭城溪
- 急水溪：北門區
  - 龜重溪
    - 鹿寮溪
    - 柚子坑溪
    - 茄萣溪
    - 北寮溪

  - 白水溪
    - 六重溪
      - 石雅溪

    - 坑內溪
    - 尖仔坑溪
    - 柚子頭溪
- 將軍溪：北門區、將軍區
- 七股溪：七股區
  - 樹林溪
- 下山溪
- 三股溪
- 曾文溪：七股區、安南區
- 線美溪
  - 官田溪
  - 渡子頭溪
    - 六雙溪

  - 菜寮溪
    - 水流東溪
    - 紅水䤼溪
    - 塔流溪
    - 草山溪
      - 岡林溪

  - 后堀溪
    - 番子坑
    - 竹坑溪
    - 苧仔寮坑
    - 老藤湖坑
- 鹿耳門溪：安南區
- 鹽水溪：安南區、安平區
  - 許縣溪
    - 五坎溪

  - 潭頂溪
    - 那拔林溪
      - 谷溪
        - 柯殼溪

  - 無名溪
    - 崩溝坑溪
      - 深坑子溪

    - 大目幹溪
      - 頭前溪
- 大潮溝
- 二仁溪：南區、高雄市茄萣區
  - 三爺宮溪
  - 五帝廟溪
    - 二甲溪

  - 崗山溪
  - 安保溪
    - 龜洞溪
      - 深坑子溪
        - 大溪

## 高雄市
- 二仁溪：臺南市南區、仁德區、歸仁區、關廟區、高雄市茄萣區、湖內區、路竹區、阿蓮區、田寮區、內門區
  - 文賢溪：高雄市湖內區
  - 番子鹽溪：內門區
  - 松子腳溪：高雄市內門區、臺南市關廟區
  - 牛稠埔溪：田寮區
  - 牛寮溪：田寮區
- 阿公店溪：永安區、彌陀區
  - 濁水溪
  - 旺萊溪
  - 牛稠埔溪
- 典寶溪：梓官區、楠梓區
- 後勁溪：楠梓區
  - 獅龍溪
- 愛河：鼓山區、苓雅區
  - 高雄圳
  - 幸福川
- 鹽水港溪
- 前鎮運河
  - 鳳山溪：前鎮區
- 高屏溪：大寮區、大樹區、林園區、屏東縣新園鄉、屏東縣萬丹鄉、屏東縣屏東市
  - 旗山溪
    - 美濃溪
    - 武鹿溪
    - 虎形溝
    - 老人北溪
      - 老人南溪

    - 那托爾溪
    - 吉洋溪
    - 那多羅薩溪
      - 塔羅塔羅曾南溪
      - 塔羅塔羅曾北溪

    - 角埔溪
    - 北勢坑溪
      - 大北勢溪
      - 小北勢溪

    - 班芝埔溪
    - 口隘溪
      - 溝坪溪
        - 南勢坑溪
        - 柑仔林溪
        - 百字坑溪

    - 拉庫邦溪

  - 荖濃溪
    - 玉穗溪
    - 濁口溪：茂林區
      - 馬里山溪：茂林區、六龜區
      - 阿巴累溪
      - 山花奴奴溪：茂林區
      - 神池溪：茂林區
      - 溫泉溪：茂林區
      - 吉田溪
      - 美雅溪
      - 木勝溪

    - 寶來溪
    - 不老溪
    - 東莊溪
    - 唯金溪
    - 拉庫音溪
    - 拉克斯溪
    - 扇平溪
      - 三合溪

## 屏東縣
- 高屏溪：高雄市林園區、屏東縣新園鄉
  - 牛稠溪
    - 萬年溪：屏東市
    - 殺蛇溪
    - 番子寮溪

  - 武洛溪
  - 隘寮溪
    - 埔羌溪
      - 沙漠溪
      - 內埔溪

    - 口社溪
    - 紅橋溪
    - 隘寮北溪
      - 大社溪
      - 巴油溪
        - 巴巴那斑溪
        - 額落烏溪
        - 來布安溪

      - 哈尤溪
        - 小鬼湖

    - 隘寮南溪

  - 荖濃溪
  - 二重溪
- 東港溪：新園鄉、東港鎮
  - 牛角灣溪
  - 萬安溪
- 林邊溪：林邊鄉、佳冬鄉、新埤鄉、來義鄉
  - 來社溪
  - 瓦魯斯溪
    - 大後溪

  - 力里溪
    - 阿樂案溪
    - 卡布里娃欄溪
    - 七佳溪
- 內寮溪：枋寮鄉
- 率芒溪（士文溪）：枋寮鄉、枋山鄉
  - 草山溪
- 南勢湖溪：枋山鄉
- 枋山溪：枋山鄉
  - 西都驕溪
- 獅子頭溪：枋山鄉
- 楓港溪：枋山鄉
- 大石盤溪（石盤溪）：枋山鄉
- 竹坑溪：枋山鄉、車城鄉
- 社皆坑溪：車城鄉
- 四重溪：車城鄉
  - 大梅溪
  - 竹社溪
  - 里仁溪
  - 牡丹溪
- 保力溪：車城鄉
- 七里溪：枋山鄉、獅子鄉
  - 七打高溪
- 石牛溪：恆春鎮
- 刣牛溪：恆春鎮
- 港口溪：滿州鄉
- 溪仔口溪：滿州鄉
- 鹿寮溪：滿州鄉
- 埤日溪：滿州鄉
- 萬丈深坑：滿州鄉
- 無水溪：滿州鄉
- 南仁鬱溪：滿州鄉
- 中港溪
- 九棚溪：滿州鄉
- 港子溪：滿州鄉
- 大流溪：牡丹鄉
- 旭海溪（舊名牡丹溪）：牡丹鄉
- 港子溪
- 里仁溪（女仍溪）：牡丹鄉 
  - 乾溪
- 塔瓦溪：牡丹鄉、臺東縣達仁鄉
- 保力溪
  - 大石板溪
  - 網紗溪
- 牛溪

## 臺東縣
- 東津溪:蘭嶼鄉
- 東津北溪:蘭嶼鄉
- 朗島東溪:蘭嶼鄉
- 朗島西溪:蘭嶼鄉
- 椰油溪:蘭嶼鄉
- 椰油南溪:蘭嶼鄉
- 漁人溪:蘭嶼鄉
- 野銀溪:蘭嶼鄉
- 龍門溪:蘭嶼鄉
- 紅頭溪:蘭嶼鄉
- 塔瓦溪：屏東縣牡丹鄉、臺東縣達仁鄉
- 達仁溪：達仁鄉
- 安朔溪：達仁鄉、大武鄉
- 南興溪：大武鄉
- 朝庸溪：大武鄉
- 大武溪：大武鄉
- 烏萬溪（大鳥溪）：大武鄉
- 津林溪（加津林溪）：大武鄉
- 大竹溪：大武鄉、太麻里鄉
- 拉布拉溪：太麻里鄉
- 金崙溪：太麻里鄉
- 太麻里溪：太麻里鄉
- 文里溪（北太麻里溪）：太麻里鄉
- 知本溪：太麻里鄉、臺東市
- 利嘉溪：臺東市
- 太平溪：臺東市
- 卑南溪：臺東市
  - 鹿野溪:卑南鄉、延平鄉
    - 北絲鬮溪:卑南鄉、延平鄉
      - 瑪拉拉歐溪:延平鄉

  - 鹿寮溪
  - 新武呂溪
- 伽溪：卑南鄉
- 都蘭溪：東河鄉
- 八里溪（里鄉）：東河鄉
- 馬武窟溪：東河鄉、成功鎮
- 半屏溪：成功鎮
- 都歷溪：成功鎮
- 成功溪（新港溪）：成功鎮
- 富家溪：成功鎮
- 海老溪：成功鎮
- 都威溪：成功鎮
- 沙灣溪（大濱溪）：成功鎮
- 堺橋溪：成功鎮、長濱鄉
- 胆月曼溪：長濱鄉
- 南石寧埔溪：長濱鄉
- 寧埔溪：長濱鄉
- 僅那鹿角溪：長濱鄉
- 彭仔存溪：長濱鄉
- 竹湖溪（石門溪）：長濱鄉
- 中賓溪：長濱鄉
- 南掃別溪：長濱鄉
- 掃別溪：長濱鄉
- 大德溪：長濱鄉
- 石坑溪：長濱鄉
- 長濱溪：長濱鄉
- 城埔溪：長濱鄉
- 馬海溪（真柄溪）：長濱鄉
- 山間溪（三間溪、凸鼻溪）：長濱鄉
- 水母溪（水母丁溪）：長濱鄉
- 大峰峰溪：長濱鄉

## 花蓮縣
- 三富溪：豐濱鄉
- 合歡溪
- 秀姑巒溪 - 樂樂溪 - 馬霍拉斯溪[3]：豐濱鄉
  - 秀姑巒溪
  - 富源溪
  - 豐坪溪
  - 樂樂溪 (拉庫拉庫溪)
    - 清水溪
    - 馬霍拉斯溪
- 石梯港溪：豐濱鄉
- 拉濫溪：豐濱鄉
- 起拉嚕溪：豐濱鄉
- 豐濱溪：豐濱鄉
- 新莊溪：豐濱鄉
- 加塱溪：豐濱鄉
- 加蘭溪（加路蘭溪）：豐濱鄉
- 蕃薯寮溪（薯寮溪）：豐濱鄉、壽豐鄉
- 水連溪：壽豐鄉
- 花蓮 - 萬里溪[4]：壽豐鄉、吉安鄉
  - 花蓮溪
    - 北清水溪
    - 光復溪
      - 南清水溪

  - 木瓜溪
  - 壽豐溪
  - 萬里溪
  - 馬鞍溪
- 吉安溪：吉安鄉、花蓮市
- 美崙溪：花蓮市
- 三棧溪：新城鄉
- 立霧溪：新城鄉、秀林鄉
  - 砂卡礑溪
  - 大沙溪
- 石公溪：秀林鄉
- 大富溪：秀林鄉
- 清水溪（大清水溪）：秀林鄉
- 良里溪（和仁溪、卡那岡溪、卡那剛溪）：秀林鄉
- 大富溪（小清水溪）
- 和平溪（大濁水溪）：秀林鄉、宜蘭縣南澳鄉
  - 和平北溪

## 金門縣
- 浯江溪：金湖鎮、金寧鄉、金城鎮
  - 董林溪(榜林溪)
  - 東洲溪(東洲紅沙溝)
    - 上后垵溪

  - 后垵溪(古洗馬溪)
    - 東沙溪:此為后垵溪上游溪流。
- 浚仔溝：發源於金門城北門境，經古區、官路邊、賢厝東側流入金山池後經夏墅及水試所渠道匯入南洋海(浯江溪出海口)。
- 金水溪：[5]：金城鎮
- 東沙溪：[6]：金城鎮。
- 山外溪[7]：金湖鎮
  - 西坑溪
- 小徑溪[8]：金湖鎮
- 赤后溪：金湖鎮
- 中蘭溝[9]：金湖鎮
- 瓊林溪[10]：金湖鎮
  - 牡丹溪：發源於埔仔頂一帶，流經瓊林老街、吉仔宅、蔡氏家廟廟地前蓮花池、番花腳，在大菜宅流入溪沙溝，現在大部分已整建成水溝。
  - 四五條乳山溝：北雙乳山的延長山麓，稱作「青山坪」，四五條乳山溝就是在此分布，流向後江海。
- 金沙溪(汶水溪)：金沙鎮
  - 光前溪（後水溪，主流）：[11]
    - 後溪(南支主流，源於太武山東麓及鵲山以北的龍陵湖及更上游的太武池，與北支匯流於陽翟村西旁公路)
    - 前溪(北支，源於美人山以西高地)

  - 斗門溪(主要源於擎天水庫旁，更上游為營區旁水池，其源於小徑村山後側坡地，雨季時經由各類溝渠匯流於池內，所形成的臨時溪流因位於大寢室前，被駐防官兵戲稱為大寢溪)
- 前埔溪(田浦溪)：金湖鎮、金沙鎮
- 后壟溪[12]：金湖鎮
- 西堡溪(湖尾溪)：金湖鎮、金寧鄉
- 后湖溪：金寧鄉
- 后盤溝：金寧鄉
- 西路溪[13]：烈嶼鄉
- 南塘溪：烈嶼鄉
- 西湖溪[14]：烈嶼鄉

## 外部連結
- e河川
- 經濟部水利署-讓我們看河去
- 2005年台灣年鑑：台灣河流長度及流域面積